# هيرويوكي ايزومي
هيرويوكي ايزومي (باليابانية: 和泉博幸) هو راكب الكنو ياباني، ولد في 26 أغسطس 1965.

## وصلات خارجية
- هيرويوكي ايزومي على موقع أوليمبيديا (الإنجليزية)